# Produkcje Myszki Miki
Produkcje Myszki Miki (ang. Mickey Mouse Works, 1999–2000) – amerykański serial animowany Wytwórni Walta Disneya składający się z 25 odcinków. Serial był emitowany na kanale TVP1 w porannym, sobotnim bloku Walt Disney przedstawia. Od 6 września 2009 roku do wiosny 2011 serial był emitowany w telewizji Polsat.
Serial stylistyką i techniką animacji nawiązuje do klasycznych filmów krótkometrażowych wytwórni Walta Disneya z lat 30., 40. i 50. XX w. Animacja 3D została ograniczona jedynie do czołówki i przerywników rozdzielających epizody. Akcja poszczególnych epizodów jest osadzona w czasach współczesnych. 
W Stanach Zjednoczonych w styczniu 2001 roku seria Produkcje Myszki Miki została zastąpiona przez serial Café Myszka (ang. Disney’s House of Mouse), który w Polsce był emitowany przez stację Disney Channel.

## Składniki serialu
Krótkie gagi trwające po ok. 90 sekund każdy:
- Miki rusza na ratunek (ang. Mickey to the Rescue) – Myszka Miki musi uratować Minnie z rąk Czarnego Piotrusia.
- Maestro Minnie – Myszka Minnie jako dyrygentka prowadzi orkiestrę.
- Sporty ekstremalne według Goofy’ego (ang. Goofy’s Extreme Sports) – Goofy prezentuje sporty ekstremalne.
- Wybuchowy Donald (ang. Donald’s Dynamite) – Kaczor Donald ucieka przed pojawiającą się znienacka bombą.
- Jaskinia geniuszu Von Drake’a (ang. Von Drake’s House of Genius) – Profesor Von Drake pokazuje wynalazki.
- Pluto, przynieś gazetę (ang. Pluto Gets the Paper) – Pies Pluto próbuje, nie bez kłopotów, przynieść gazetę dla Myszki Miki.

Oprócz powyższych gagów pojawiają się również dłuższe epizody, trwające od 6 do 7,5 minuty:
- Kreskówka z Myszką Miki (ang. A Mickey Mouse Cartoon),
- Kreskówka z Donaldem (ang. A Donald Duck Cartoon),
- Kreskówka z Daisy (ang. A Daisy Duck Cartoon),
- Kreskówka z Goofym (ang. A Goofy Cartoon),
- Kreskówka z Myszką Minnie (ang. A Minnie Mouse Cartoon),
- Kreskówka z Pluto (ang. A Pluto Cartoon),
- Kreskówka z Mikim, Donaldem i Goofym (ang. A Mickey, Donald and Goofy Cartoon),
- Głupiutka symfonia (ang. Silly Symphony) – miniatury muzyczne,
- Kreskówka z Von Drakem (ang. A Von Drake Cartoon),
- oraz Mysie opowieści (ang. A Mouse Tales Cartoon), trwający ok. 12 minut.

## Wersja polska
Opracowanie i udźwiękowienie w wersji polskiej: na zlecenie Disney Character Voices – Studio Sonica

Reżyseria: Jerzy Dominik

Dialogi: Barbara Robaczewska

Dźwięk i montaż:
- Monika Jabłkowska (odc. 1-8),
- Agnieszka Stankowska (odc. 9-25)

Organizacja produkcji:
- Elżbieta Kręciejewska (odc. 1-18),
- Beata Aleksandra Kawka (odc. 19-25)

Wystąpili:
- Jacek Bończyk – Miki
- Krzysztof Tyniec – Goofy
- Jarosław Boberek –
  - Donald,
  - Hyzio,
  - Dyzio,
  - Zyzio,
  - Kleks
- Marcin Kudełka – Narrator
- Elżbieta Futera-Jędrzejewska – Daisy
- Małgorzata Boratyńska – Minnie
- Ryszard Nawrocki – Ludwig Von Drake
- Eugeniusz Robaczewski – Sknerus
- Włodzimierz Bednarski – Pit
- Andrzej Tomecki – Oberon
- Marian Opania – Jose Carioca
- Ewa Kania – Chip
- Piotr Dobrowolski – Dale
- Jacek Kawalec – Mortimer

oraz
- Joanna Wizmur
- Adam Bauman
- Jerzy Dominik
- Mieczysław Morański
- Cezary Kwieciński – Strażnik Brownstone (odc. 23a)
- Anna Apostolakis
- Janusz Bukowski
- Mariusz Leszczyński
- Andrzej Blumenfeld
- Paweł Szczesny
- Tomasz Marzecki
- Zbigniew Suszyński
- Jacek Bursztynowicz

i inni
Kierownictwo muzyczne: Marek Klimczuk (odc. 15)

Tekst piosenki: Marek Robaczewski (odc. 15)

Śpiewał: Jacek Kawalec (odc. 15)

## Spis odcinków
| N/o            | Polski tytuł                        | Bohater/gag                         | Angielski tytuł                                      |
| -------------- | ----------------------------------- | ----------------------------------- | ---------------------------------------------------- |
|                |                                     |                                     |                                                      |
| SERIA PIERWSZA |                                     |                                     |                                                      |
|                |                                     |                                     |                                                      |
| 01             |                                     | Miki rusza na ratunek               | Mickey To The Rescue: Train Tracks                   |
| 01             | Jak być kelnerem                    | Goofy                               | How To Be a Waiter                                   |
| 01             | Maestro Minnie                      | Minnie                              | Maestro Minnie: William Tell Overture                |
| 01             | Romantyczny widok                   | Kaczor Donald                       | Donald’s Failled Fourth                              |
| 01             | Malarze kolejkowi                   | Miki, Donald i Goofy                | Roller Coaster Painters                              |
|                |                                     |                                     |                                                      |
| 02             | Sporty ekstremalne według Goofy’ego | Goofy                               | Goofy’s Extreme Sports: Skating the Half Pipe        |
| 02             | Nowe auto                           | Myszka Miki                         | Mickey’s New Car                                     |
| 02             | Narzeczona z wyższych sfer          | Pluto                               | Pluto’s Penthouse                                    |
| 02             | Błyskawiczne zamówienie             | Kaczor Donald                       | Donald’s Shell Shots                                 |
|                |                                     |                                     |                                                      |
| 03             | Wybuchowy Donald                    | Donald                              | Donald’s Dynamite: Bowlling Alley                    |
| 03             | Nietypowy prezent                   | Myszka Miki                         | Mickey’s Airplane Kit                                |
| 03             |                                     | Jaskinia geniuszu Von Drake’a       | Von Drake’s House of Genius: Time Reverser           |
| 03             | Łowcy indyków                       | Miki, Donald i Goofy                | Turkey Catchers                                      |
| 03             | Taniec Goofych                      | Głupiutka symfonia                  | Dance of The Goofys                                  |
|                |                                     |                                     |                                                      |
| 04             |                                     | Pluto, przynieś gazetę              | Pluto Gets The Paper: Spaceship                      |
| 04             | Awantura o rakietę                  | Kaczor Donald                       | Donald’s Rocket Ruckus                               |
| 04             |                                     | Sporty ekstremalne według Goofy’ego | Goofy’s Extreme Sports: Paracycling                  |
| 04             | Dawcy organów                       | Miki, Donald i Goofy                | Organ Donors                                         |
| 04             | Błąd Mikiego                        | Myszka Miki                         | Mickey’s Mistake                                     |
|                |                                     |                                     |                                                      |
| 05             |                                     | Maestro Minnie                      | Maestro Minnie: Hungarian Rhapsody No. 6             |
| 05             | Jak być szpiegiem                   | Goofy                               | How To Be a Spy                                      |
| 05             | Walentynki Donalda                  | Kaczor Donald (Głupiutka symfonia)  | Donald’s Valentine Dollar                            |
| 05             | Pluto i kociaki                     | Pluto                               | Pluto’s Kittens                                      |
|                |                                     |                                     |                                                      |
| 06             |                                     | Jaskinia geniuszu Von Drake’a       | Von Drake’s House of Genius: Remote Controlled Laser |
| 06             | Pluto i stróż                       | Pluto                               | Pluto vs. the Watchdog                               |
| 06             |                                     | Wybuchowy Donald                    | Donald’s Dynamite: Opera Box                         |
| 06             | W osiemdziesiąt dni dookoła świata  | Mysie opowieści                     | Around the World in Eighty Days                      |
|                |                                     |                                     |                                                      |
| 07             |                                     | Wybuchowy Donald                    | Donald’s Dynamite: Fishing                           |
| 07             | Fioletowy kanapowiec                | Myszka Minnie                       | Purple Pluto                                         |
| 07             |                                     | Jaskinia geniuszu Von Drake’a       | Von Drake’s House of Genius: Money Increaser         |
| 07             | Producenci kanapek                  | Miki, Donald i Goofy                | Sandwich Makers                                      |
| 07             | Postrzelony pies                    | Pluto                               | Pluto’s Arrow Error                                  |
|                |                                     |                                     |                                                      |
| 08             |                                     | Miki rusza na ratunek               | Mickey To The Rescue: Staircase                      |
| 08             | Uciekinier                          | Pluto                               | Pluto Runs Away                                      |
| 08             | Wizyta                              | Kaczka Daisy                        | Daisy Visits Minnie                                  |
| 08             | Jak jeździć na rowerze              | Goofy                               | How to Ride a Bicycle                                |
|                |                                     |                                     |                                                      |
| 09             |                                     | Sporty ekstremalne według Goofy’ego | Goofy’s Extreme Sports: Rock Climbing                |
| 09             | Jaś i Małgosia                      | Głupiutka symfonia                  | Hansel and Gretel                                    |
| 09             | Donald na lodzie                    | Kaczor Donald                       | Donald on Ice                                        |
| 09             | Mechaniczny dom                     | Myszka Miki                         | Mickey’s Mechanical House                            |
|                |                                     |                                     |                                                      |
| 10             |                                     | Pluto przynosi gazetę               | Pluto Gets The Paper: Street Cleaner                 |
| 10             | Uroczysta kolacja                   | Kaczor Donald                       | Donald’s Dinner Date                                 |
| 10             |                                     | Maestro Minnie                      | Maestro Minnie: Brahms Lullabye                      |
| 10             | Zmyślny prysznic                    | Von Drake                           | Hydro Squirter                                       |
| 10             | Lekcja muzyki                       | Myszka Miki                         | Mickey’s Piano Lesson                                |
|                |                                     |                                     |                                                      |
| 11             |                                     | Miki rusza na ratunek               | Mickey To The Rescue: Cage and Cannons               |
| 11             | Sposób na siostrzeńców              | Myszka Miki                         | Mickey’s Remedy                                      |
| 11             |                                     | Sporty ekstremalne według Goofy’ego | Goofy’s Extreme Sports: Wakeboarding                 |
| 11             | Sen nocy letniej                    | Mysie opowieści                     | A Midsummer Night’s Dream                            |
|                |                                     |                                     |                                                      |
| 12             |                                     | Pluto przynosi gazetę               | Pluto Gets The Paper: Bubble Gum                     |
| 12             | Miki próbuje gotować                | Myszka Miki                         | Mickey Tries to Cook                                 |
| 12             | Ciężka sprawa do zgryzienia         | Kaczor Donald                       | Donald and the Big Nut                               |
| 12             | Pokręcone miasto                    | Myszka Miki                         | Topsy Turvy Town                                     |
|                |                                     |                                     |                                                      |
| 13             |                                     | Jaskinia geniuszu Von Drake’a       | Von Drake’s House of Genius: Teldinger               |
| 13             | Jak nawiedzić dom                   | Goofy                               | How To Haunt a House                                 |
| 13             |                                     | Maestro Minnie                      | Maestro Minnie: Flight of the Bumblebee              |
| 13             | Dziadek do orzechów                 | Mysie opowieści                     | The Nutcracker                                       |
|                |                                     |                                     |                                                      |
| 14             |                                     | Pluto przynosi gazetę               | Pluto Gets The Paper: Paper Machine                  |
| 14             | Nieproszony gość                    | Kaczor Donald                       | Donald’s Grizzly Guest                               |
| 14             |                                     | Wybuchowy Donald                    | Donald’s Dynamite: Snowman                           |
| 14             | Na tropie Kleksa                    | Miki, Donald i Goofy                | Mickey Foils the Phantom Blot                        |
|                |                                     |                                     |                                                      |
| 15             | Wycieczka                           | Kaczka Daisy                        | Daisy’s Road Trip                                    |
| 15             | Koteczek Goofy’ego                  | Goofy                               | Goofy’s Big Kitty                                    |
| 15             | Kuracja uspokajająca Von Drake’a    | Von Drake                           | Relaxing with Von Drake                              |
|                |                                     |                                     |                                                      |
| 16             | Jak być kibicem baseballu           | Goofy                               | How to Be a Baseball Fan                             |
| 16             | Ślusarze                            | Miki, Donald i Goofy                | Locksmiths                                           |
| 16             | Psia opiekunka                      | Myszka Minnie                       | Minnie Takes Care of Pluto                           |
|                |                                     |                                     |                                                      |
| 17             |                                     | Wybuchowy Donald                    | Donald’s Dynamite: Magic Act                         |
| 17             | Bieg przetrwania                    | Kaczor Donald                       | Survival of the Woodchucks                           |
| 17             | Powrót rywala                       | Myszka Miki                         | Mickey’s Rival Returns                               |
| 17             | Miki i mewa                         | Głupiutka symfonia                  | Mickey and the Seagull                               |
|                |                                     |                                     |                                                      |
| 18             | Radio Goofy’ego                     | Goofy                               | Goofy’s Radio                                        |
| 18             | Myjnia                              | Miki, Donald i Goofy                | Car Washers                                          |
| 18             | Nieoczekiwana zmiana paczek         | Pluto                               | Pluto’s Seal Deal                                    |
|                |                                     |                                     |                                                      |
| 19             | Jak mus, to mus                     | Myszka Miki                         | Mickey’s Mixed Nuts                                  |
| 19             |                                     | Sporty ekstremalne według Goofy’ego | Goofy’s Extreme Sports: Shark Feeding                |
| 19             | Nieustraszeni zdobywcy szczytów     | Myszka Miki                         | Mickey’s Mountain                                    |
| 19             | Donald.com                          | Kaczor Donald                       | computer.don                                         |
|                |                                     |                                     |                                                      |
| 20             | Donald z Ulicy Strachów             | Kaczor Donald                       | Donald’s Halloween Scare                             |
| 20             | Latarnik                            | Kaczor Donald                       | Donald’s Lighthouse                                  |
| 20             | Jak pielęgnować ogródek             | Goofy                               | How to Take Care of Your Yard                        |
|                |                                     |                                     |                                                      |
| 21             |                                     | Pluto przynosi gazetę               | Pluto Gets The Paper: Mortimer                       |
| 21             | Wizyta u Daisy                      | Myszka Minnie                       | Minnie Visits Daisy                                  |
| 21             | Jak zmywać naczynia                 | Goofy                               | How to Wash Dishes                                   |
| 21             | Udomowiony Donald                   | Kaczor Donald                       | Domesticated Donald                                  |
|                |                                     |                                     |                                                      |
| 22             | Do kogo ta poczta?                  | Myszka Miki                         | Mickey’s Mix-Up                                      |
| 22             | Romantyczna wycieczka               | Kaczor Donald                       | White Water Donald                                   |
| 22             | Świąteczny kryzys                   | Myszka Miki                         | Mickey’s Christmas Crisis                            |
|                |                                     |                                     |                                                      |
| 23             | Duża ryba                           | Kaczor Donald                       | Donald’s Fish Fry                                    |
| 23             | Czarodziejska czkawka               | Pluto                               | Presto Pluto                                         |
| 23             | Mały domek na uboczu                | Myszka Miki                         | Mickey’s Cabin                                       |
|                |                                     |                                     |                                                      |
| 24             |                                     | Pluto przynosi gazetę               | Pluto Gets The Paper: Paper Machine                  |
| 24             | Zlecenia telefoniczne               | Miki, Donald i Goofy                | Answering Service                                    |
| 24             | Magiczne rękawiczki                 | Pluto                               | Pluto’s Magic Paws                                   |
| 24             | Nowe zdjęcie                        | Myszka Miki                         | Mickey’s Big Break                                   |
|                |                                     |                                     |                                                      |
| 25             | Ptasi móżdżek                       | Kaczor Donald                       | Bird Brained Donald                                  |
| 25             | Jak być dżentelmenem                | Goofy                               | How to Be a Gentleman                                |
| 25             | Donald ratownikiem                  | Kaczor Donald                       | Donald’s Pool                                        |
|                |                                     |                                     |                                                      |